# 詹姆士·安德森
詹姆士·安德森（James Anderson，1980年11月3日—）是英國的一位演員。在2009年5月19日，他加入醫療電視劇霍爾比市的演出，飾演Oliver Valentine的角色至2013年。2014年，他再次開始出演霍爾比市。

## 外部連結
- James Anderson在互联网电影资料库（IMDb）上的資料（英文）
- Interview with Anderson about his medical prowess （页面存档备份，存于）
- James Anderson Interview with Holby.tv （页面存档备份，存于）